# Villaboerderij

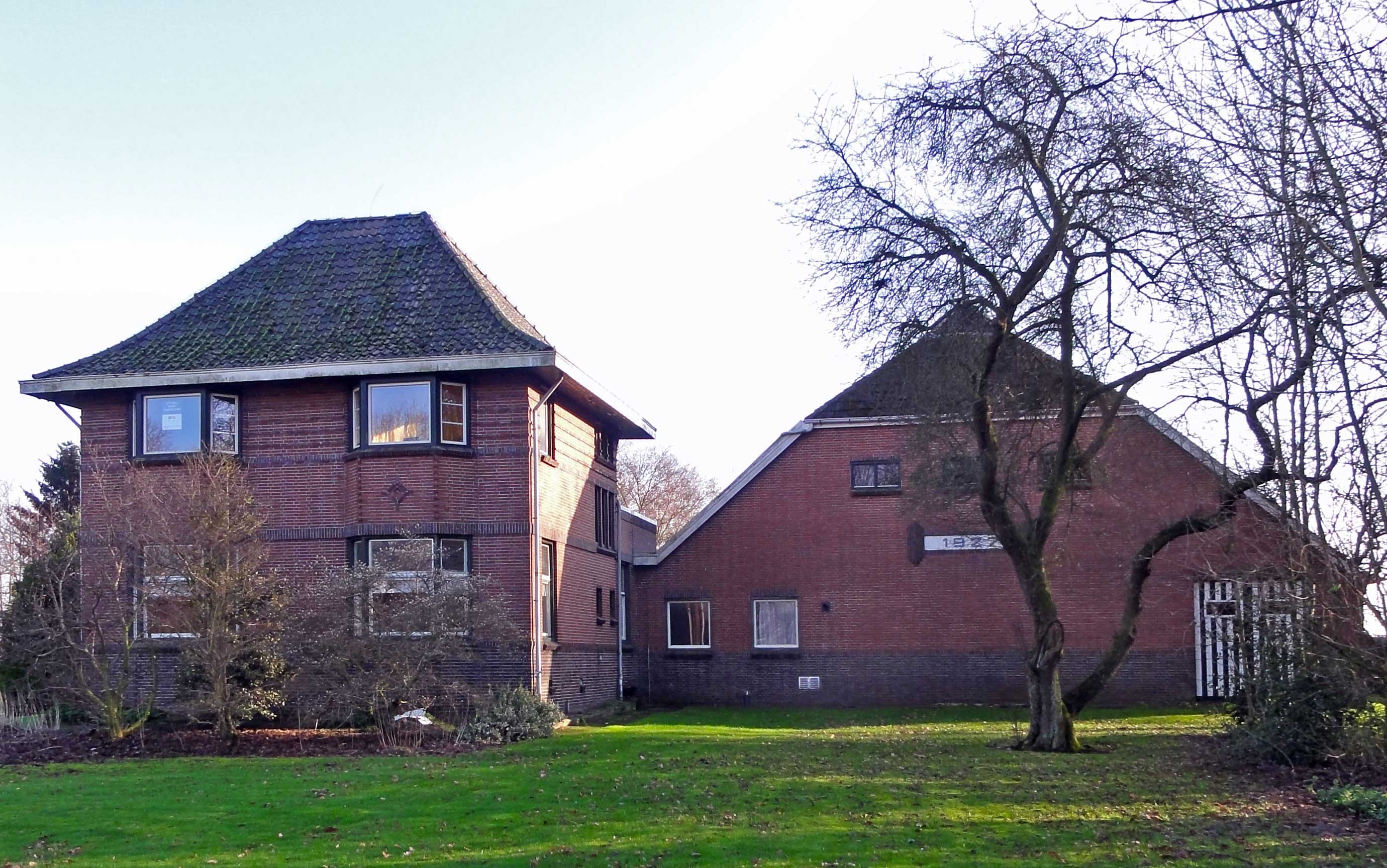
Villaboerderij in Tweede Exloërmond

Een villaboerderij is een boerderij, waarvan de schuur is aangebouwd tegen een woonhuis in de stijl van een villa. Een voorloper daarvan is de dwarshuisboerderij.
Enkele voorbeelden:
- Villaboerderij (Tweede Exloërmond), monumentale boerderij uit 1927
- Villaboerderij (Exloërkijl), monumentale boerderij uit 1936
- Hardenberg (villaboerderij), in Nieuw-Beerta uit 1912
- Villaboerderij (Eexterveen) uit 1925
- Villaboerderij aan de Omtadaweg 6  t Zandt uit 1780